# Les Chevaliers blancs
Les Chevaliers blancs is een Belgisch-Franse film uit 2015 onder regie van Joachim Lafosse, gebaseerd op een waargebeurd verhaal. De film ging op 12 september in première op het 40ste Internationaal filmfestival van Toronto.

## Verhaal
De leden van de kleine onofficiële ngo Move for Kids, onder leiding van Jacques Arnault, arriveren in een Afrikaans land. Ze beweren ter plaatse een weeshuis te gaan opzetten voor weeskinderen die nu onder de 5 jaar zijn, die dan als ze 15 jaar zijn op eigen benen kunnen staan. Een probleem daarbij is het vaststellen of een kind echt een weeskind is, en jonger dan 5 jaar. Een dorpshoofd is daar soms niet eerlijk in, verleid door de vergoeding die hij voor het helpen aanleveren van kinderen krijgt van de ngo. Ook een moeder laat soms een kind van haar, in samenwerking met het dorpshoofd, als "weeskind" naar de ngo brengen, om het kind meer kans te geven op een goede toekomst.
In werkelijkheid wil de ngo de kinderen het land uitsmokkelen en meenemen naar Frankrijk voor adoptie (de reden van de leeftijdsgrens is dat jonge kinderen hier meer geschikt en gewild voor zijn). Kort voor vertrek uit het land vertelt Jacques dit aan de inheemse tolk van de ngo, wat voor haar aanleiding is de autoriteiten te waarschuwen, met als gevolg dat de leden van de groep, terwijl ze met de kinderen op weg zijn naar een verlaten vliegveldje dat eigenlijk niet geschikt is voor het te gebruiken vliegtuig (wat de reden is dat ze ook een zelfgemaakte vliegtuigtrap meenemen), gearresteerd worden.

## Rolverdeling
| Acteur            | Personage          |
| ----------------- | ------------------ |
| Vincent Lindon    | Jacques Arnault    |
| Louise Bourgoin   | Laura Turine       |
| Valérie Donzelli  | Françoise Dubois   |
| Reda Kateb        | Xavier Libert      |
| Stéphane Bissot   | Marie Latour       |
| Raphaëlle Lubansu | Nathalie Duchâteau |
| Yannick Renier    | Chris Laurent      |
| Cathérine Salée   | Sophie Tinlot      |

## Productie
De film is gebaseerd op het boek Nicolas Sarkozy dans l'avion ? Les zozos de la Françafrique van François-Xavier Pinte en Geoffroy d' Ursel. Het boek vertelt het waargebeurde verhaal van de Franse humanitaire organisatie L'Arche de Zoé, waarvan zes leden in oktober 2007 gevangengenomen werden in Tsjaad en later veroordeeld in Frankrijk. Omdat filmen in Tsjaad te gevaarlijk was, gingen de filmopnames door in Erfoud, Marokko, waar de lokale bevolking meewerkte aan de film.

## Prijzen en nominaties
De belangrijkste:
| Jaar | Prijs                          | Categorie                            | Genomineerde(n) | Uitslag  |
| ---- | ------------------------------ | ------------------------------------ | --------------- | -------- |
| 2015 | Filmfestival van San Sebastian | Zilveren Schelp voor beste regisseur | Joachim Lafosse | Gewonnen |